# 7596 Yumi
7596 Yumi este un asteroid din centura principală de asteroizi.

## Descriere
7596 Yumi este un asteroid din centura principală de asteroizi. A fost descoperit pe 10 aprilie 1993 la Kitami de Kin Endate și Kazuro Watanabe. El prezintă o orbită caracterizată de o semiaxă mare de 3,01 ua, o excentricitate de 0,08 și o înclinație de 11,0° în raport cu ecliptica.